# Grote Prijs van Québec 2014
De vijfde editie van de wielerwedstrijd Grote Prijs van Quebec werd gehouden op 12 september 2014. De wedstrijd maakte deel uit van de UCI World Tour 2014. Titelverdediger was de Nederlander Robert Gesink. Simon Gerrans herhaalde zijn zege van 2012.

## Deelnemende ploegen
| 18 UCI World Tour-ploegen | 18 UCI World Tour-ploegen | 18 UCI World Tour-ploegen | 1 wildcard        |
| ------------------------- | ------------------------- | ------------------------- | ----------------- |
| AG2R La Mondiale          | FDJ.fr                    | Movistar                  | Canadese selectie |
| Astana                    | Garmin Sharp              | Omega Pharma-Quick-Step   |                   |
| Belkin                    | Giant-Shimano             | Orica-GreenEdge           |                   |
| BMC Racing Team           | Lampre-Merida             | Sky ProCycling            |                   |
| Cannondale                | Lotto-Belisol             | Tinkoff-Saxo              |                   |
| Europcar                  | Katjoesja                 | Trek Factory Racing       |                   |
|                           |                           |                           |                   |

## Rituitslag
| Grote Prijs van Quebec 2014 |                      |                         |          |
| Plaats                      | Naam                 | Ploeg                   | Tijd     |
| Winnaar                     | Simon Gerrans        | Orica-Greenedge         | 4u42'54" |
| 2                           | Tom Dumoulin         | Giant-Shimano           | z.t.     |
| 3                           | Ramunas Navardauskas | Garmin-Sharp            | z.t.     |
| 4                           | Daryl Impey          | Orica-Greenedge         | z.t.     |
| 5                           | Greg Van Avermaet    | BMC Racing Team         | z.t.     |
| 6                           | Gianni Meersman      | Omega Pharma-Quick-Step | z.t.     |
| 7                           | Sep Vanmarcke        | Belkin Pro Cycling Team | z.t.     |
| 8                           | Enrico Gasparotto    | Astana Pro Team         | z.t.     |
| 9                           | Tony Gallopin        | Lotto-Belisol           | z.t.     |
| 10                          | Bauke Mollema        | Belkin Pro Cycling Team | z.t.     |

2010 · 2011 · 2012 · 2013 · 2014 · 2015 · 2016 · 2017 · 2018 · 2019 · 2020-2021 · 2022 · 2023 · 2024
 Tour Down Under · 
 Parijs-Nice · 
 Tirreno-Adriatico · 
 Milaan-San Remo · 
 Ronde van Catalonië · 
 E3 Harelbeke · 
 Gent-Wevelgem · 
 Ronde van Vlaanderen · 
 Ronde van het Baskenland · 
 Parijs-Roubaix · 
 Amstel Gold Race · 
 Waalse Pijl · 
 Luik-Bastenaken-Luik · 
 Ronde van Romandië · 
 Ronde van Italië · 
 Critérium du Dauphiné · 
 Ronde van Zwitserland · 
 Ronde van Frankrijk · 
 Clásica San Sebastián · 
 Ronde van Polen · 
  Eneco Tour · 
 Ronde van Spanje · 
 Vattenfall Cyclassics · 
 GP Ouest France-Plouay · 
 Grote Prijs van Quebec · 
 Grote Prijs van Montreal · 
 UCI Ploegentijdrit · 
 Ronde van Lombardije · 
 Ronde van Peking